# 溫如璋 (嘉靖進士)
溫如璋（1519年—？），字純甫，號函野，河南洛陽中護衛官籍山東青州府益都縣人，明朝政治人物。

## 生平
治易经，行三，嘉靖二十八年（1549年）己酉科河南鄉試第七十五名。年三十八，嘉靖三十五年（1556年），登丙辰科会试一百七十八名，第三甲第一百零五名進士。户部观政，初授行人，三十八年九月考选福建道监察御史，巡按直隶、山西等处。四十五年闰十月，迁大理寺右寺丞。隆庆元年（1567年）二月转左寺丞，四月进右少卿，七月转左少卿，十月擢都察院右佥都御史，巡抚保定兼提督紫荆等关。隆庆三年听调。四年五月补为陕西按察司副使。五年十月，升太仆寺少卿。六年正月，升通政使司右通政，二月以右佥都御史巡抚陕西，七月考察閑住。

## 家族
曾祖溫厚，指揮同知；祖父溫勝，指揮同知；父溫新，戶部主事。母王氏，贈安人。永感下，兄温如玉，指挥同知；温如春，评事、四川副使。